# Karin Ammerer
Karin Ammerer (* 30. Dezember 1976 in Hartberg) ist eine österreichische Kinderbuchautorin.

## Leben
Sie studierte das Lehramt für Englisch, Geschichte, Maschinschreiben und Integration an der Pädagogischen Akademie in Graz. 
Sie lebt mit ihrem Mann Ewald Ammerer und ihren beiden Kindern Nina und Phillip in der Oststeiermark. Neben ihrer beruflichen Tätigkeit in der Erwachsenenbildung begann sie damit, Ratekrimis für Kinder zu schreiben. Aufgrund der immer zahlreicher werdenden Lesungsanfragen entschied sie sich 2006 dafür, hauptberuflich Schriftstellerin zu sein.
Ihr Ziel ist es, mit diesen recht kurzen Geschichten jungen Menschen das Lesen schmackhaft zu machen. Dies erfolgt dadurch, dass die Kinder in den Geschichten als Co-Ermittler auftreten und gemeinsam mit der Hauptfigur, Inspektor Schnüffel, versuchen die Fälle zu lösen. Die Rolle des Inspektor Schnüffels bei den Workshops übernahm ihr Ehemann Ewald Ammerer. 
Seit 2003 fanden im Kinderliteraturhaus Wien ihre Veranstaltungen Dem Verbrechen auf der Spur statt, bei dem sie die Kinder zu Nachwuchsdetektiven ausbildet. In weiterer Folge bereiste sie mit diesen Workshops und Lesereisen die Steiermark, später ganz Österreich. Ihre Lesereisen führen sie mittlerweile auch in die Schweiz, nach Deutschland und Italien.
Im September 2009 erschien das Buch "Gemeinsam gewinnen wir! Fußball verbindet", welches von Fußball und Integration handelt. Das Buch wurde gemeinsam mit Ivica Vastić in Szene gesetzt. Es folgte eine gemeinsame PR-Tour durch Österreich.
Neben Ratekrimis schreibt Karin Ammerer auch für den Lesezug - die österreichische Erstlesereihe. Weiters ist sie eine der beiden Autorinnen der Serie "Die Pony-Clique - Pferde-Freundschaft-Abenteuer". 
Die von Ammerer erdachte Reihe "B.F.C - Best friends club" handelt von drei Mädchen, die beste Freundinnen sind und gemeinsam allerlei Probleme bewältigen. Die ersten beiden Bücher erschienen im Herbst 2011. In "Daddy cool" versucht der B.F.C Kathis Eltern wieder miteinander zu verkuppeln. Die Trennung – so viel ist den Mädchen klar – ist nur passiert, weil Papa zu uncool ist. Es beginnt ein "Coolnesstraining" mit durchaus überraschendem Ende. Dieses Buch widmete Ammerer ihrem Vater.
Band 2 "Liebe - oder was?" handelt von Kathis erster Liebe und dem damit verbundenen Liebeskummer, der beinahe den B.F.C. zerstört und Band 3 "Superstar gesucht" begleitet Zweiunddreißigstelitalienerin Steffi bei ihrem Vorhaben, ein echter Superstar zu werden. Das Besondere an den Büchern ist, dass im Anschluss an die Geschichte eine Kinderpsychologin Tipps an die Leserinnen weitergibt. So wird etwa in Band 1 der Umgang mit Trennung und Scheidung behandelt.
Im November 2011 präsentierte Karin Ammerer zusammen mit Co-Autor und Abfahrts-Olympiasieger Fritz Strobl den ersten Band aus der Serie Fritz Blitz - Snowcat adventures mit dem Untertitel "Attacke der Pistenpiraten". Dabei handelt es sich um ein Fantasyabenteuer des Schneekaters Fritz Blitz, ergänzt um einen Realteil mit News, Rekorden und vielem mehr.
2012 folgte das Fußballbuch "Basti stürmt los", dass Ammerer gemeinsam mit Sturm Graz-Rekordspieler Mario Haas verfasst hat. Auch hier folgt einer Geschichte ein Sachbuchteil, in dem Haas Tipps und Tricks weitergibt.

## Werke
Ratekrimis mit Inspektor Schnüffel
- Detektivausrüstung, aus der Serie Inspektor Schnüffels geheime Ratekrimi-Bibliothek, illustriert von Tooncafe. G&G Kinder- und Jugendbuchverlag, 2010, ISBN 978-3707412369
- Spurensicherung, aus der Serie Inspektor Schnüffels geheime Ratekrimi-Bibliothek, illustriert von Tooncafe. G&G Kinder- und Jugendbuchverlag, 2010, ISBN 978-3707412376
- Geheime Nachrichten, aus der Serie Inspektor Schnüffels geheime Ratekrimi-Bibliothek, illustriert von Tooncafe. G&G Kinder- und Jugendbuchverlag, 2010, ISBN 978-3707412383
- Handbuch für Meisterdetektive mit UV-Licht Geheimtintenstift, G&G Kinder- und Jugendbuchverlag, 2008, ISBN 978-3707410600
- Das Detektivtreffen, G&G Kinder- und Jugendbuchverlag, 2007, ISBN 978-3-7074-0361-9.
- Der Katzenklau,  G&G Kinder- und Jugendbuchverlag, 2006, ISBN 978-3-7074-0330-5.
- Die Männer aus dem Moor, G&G Kinder- und Jugendbuchverlag 2005, ISBN 3-7074-0292-4.
- Die verschwundene Keksdose, G&G Kinder- und Jugendbuchverlag, 2004, ISBN 3-7074-0260-6.
- Drei mörderische Tanten, G&G Kinder- und Jugendbuchverlag, 2004, ISBN 3-7074-0261-4.

Lesezug - Die österreichische Erstlesereihe
- Sara und der Flaschengeist, Ein Vor- und Mitlesebuch aus der Reihe Lesezug, mit Illustrationen von Antje Bohnstedt. G&G Kinder- und Jugendbuchverlag, 2011, ISBN 978-3-7074-1281-9.
- 1, 2, 3 - Zauberei, Lesezug 2. Klasse, mit Illustrationen von Antje Bohnstedt. G&G Kinder- und Jugendbuchverlag, 2007, ISBN 978-3-7074-0371-8.
- Affenspaß im Zoo, Lesezug 2. Klasse, mit Illustrationen von Steffié Becker. G&G Kinder- und Jugendbuchverlag, 2012, ISBN 978-3707413854
- Auch Spuken will gelernt sein, Lesezug 3. Klasse, mit Illustrationen von Stefan Torreiter. G&G Kinder- und Jugendbuchverlag, 2007, ISBN 978-3-7074-0348-0.
- Pferde. Ein Sach-Comic-Lesebuch, mit Illustrationen von Tooncafe. G&G Kinder- und Jugendbuchverlag, 2010, ISBN 978-3-7074-1183-6.

B.F.C. - Best friends club
- Daddy cool aus der Serie Best friends club, gemeinsam mit Sabine Weißenbacher, illustriert von Sabine Kranz. G&G Kinder- und Jugendbuchverlag 2011, ISBN 978-3707413434
- Liebe - oder was? aus der Serie Best friends club, gemeinsam mit Sabine Weißenbacher, illustriert von Sabine Kranz. G&G Kinder- und Jugendbuchverlag 2011, ISBN 978-3707413441
- Superstar gesucht aus der Serie Best friends club, gemeinsam mit Sabine Weißenbacher, illustriert von Sabine Kranz. G&G Kinder- und Jugendbuchverlag 2013, ISBN 978-3707414929

Fußballbücher
- Basti stürmt losgemeinsam mit Mario Haas, illustriert von Eric Schopf. G&G Kinder- und Jugendbuchverlag 2012, ISBN 978-3707414554
- Gemeinsam gewinnen wir. Fußball verbindet!, gemeinsam mit Ivica Vastić, G&G Kinder- und Jugendbuchverlag, 2009. ISBN 978-3707411638

Fritz Blitz - Snowcat adventures
- Attacke der Pistenpiraten, aus der Serie Fritz Blitz - Snowcat adventures, gemeinsam mit Fritz Strobl, illustriert von Florian Satzinger und Carsten Mell. G&G Kinder- und Jugendbuchverlag, 2011, ISBN 978-3707413465
- Kampf um Gold, aus der Serie Fritz Blitz - Snowcat adventures, gemeinsam mit Fritz Strobl, illustriert von Florian Satzinger und Carsten Mell. G&G Kinder- und Jugendbuchverlag, 2012, ISBN 978-3707414530

- Ich bin da, kleiner Bär!, illustriert von Steffié Becker. G&G Kinder- und Jugendbuchverlag, 2012, ISBN 978-3707414417

Die Pony-Clique. Pferde-Freundschaft-Abenteuer
- Hilfe, ist das Liebe?, aus der Serie Die Pony-Clique, illustriert von Nina Dulleck. G&G Kinder- und Jugendbuchverlag, 2011
- Kamera ab!, aus der Serie Die Pony-Clique, illustriert von Nina Dulleck. G&G Kinder- und Jugendbuchverlag, 2009
- Prinzessin Zicke, aus der Serie Die Pony-Clique, illustriert von Nina Dulleck. G&G Kinder- und Jugendbuchverlag, 2009

Weitere Werke
- Die Prinzessin ohne Erbse, aus der Reihe G&G PISAbibliothek, illustriert von Steffié Becker. G&G Kinder- und Jugendbuchverlag, 2012, ISBN 978-3707414028
- Notruf per Mail, Lilla Gorilla Band des Österreichischen Buchklubs, 2008

Beiträge in Anthologien
- Huiii, Gespenster, G&G Kinder- und Jugendbuchverlag, 2008,
- Prinzessin gesucht, G&G Kinder- und Jugendbuchverlag, 2007, ISBN 978-3-7074-0373-2

## Preise
2007 wurde Karin Ammerers Buch Die Männer aus dem Moor bei der Wahl zum Buchliebling 2007 vom österreichischen Publikum auf den zweiten Platz gewählt.